# Garoua
Garoua är en stad i norra Kamerun, vid floden Benues norra strand. Staden hade 235 996 invånare vid folkräkningen 2005, och är administrativt center för landets Nordregion. Den har en flodhamn och är ett viktigt handelscenter, med textilindustri (bomull), tillverkning av lädervaror, fiske och viss turism.